# Screaming for More
„Screaming for More“ е видео албум на руския дует Тату издаден през ноември 2003.

## Списък с песните
- All the Things She Said & Я Сошла С Ума

1. „All the Things She Said“ видео
2. „Я Сошла С Ума“ видео
3. „All the Things She Said“ ремикс видео

- Not Gonna Get Us & Нас Не Догонят

1. „Not Gonna Get Us“ видео
2. „Нас Не Догонят“ виедо
3. „Not Gonna Get Us“ ремикс видео

- „30 Minutes“ видео
- „How Soon Is Now?“ видео

- Зад кадър с Юлия и Лена

1. Част 1 (в студиото)
2. Част 2 (интервю и пътуване)
3. Част 3 (въпроси и отговори)

- Performance/Rehearsal Footage

1. MTV Europe Awards Countdown Performance
2. Not Gonna Get Us Rehearsal

Фото галерия
- Бонус Материали

1. Q&A с Юлия и Лена